# Ehrenzeichen des Landes Burgenland
Das Ehrenzeichen des Landes Burgenland ist die bedeutungsvollste Ehrung, die gegenwärtig vom Bundesland Burgenland vergeben wird. Die Vergabe der verschiedenen Stufen erfolgt durch die Burgenländische Landesregierung.

## Gesetzliche Grundlagen und Verleihpraxis
Die gesetzliche Grundlage für das Ehrenzeichen des Landes Burgenland wurde mit dem „Gesetz vom 30. Mai 1961 über das Ehrenzeichen des Landes Burgenland“ (LGBl. Nr. 19/1961) geschaffen, wobei das Landesgesetz nur einen groben Rahmen vorgab. Der Großteil der notwendigen Regelungen wie die Form des Ehrenzeichens, seine Stufen und die Grundlagen für die Verleihung sollten vielmehr in einem Statut von der Landesregierung geregelt werden. Die Landesregierung veröffentlichte zunächst am 6. Oktober 1961 ein solches Statut, das schließlich 1967 von der bis heute gültigen „Verordnung der Burgenländischen Landesregierung vom 19. Juli 1969, mit welcher das Statut für das Ehrenzeichen des Landes Burgenland neu festgesetzt wird“ (LGBl. Nr. 20/1967) abgelöst wurde. Das Statut legte fest, dass das Ehrenzeichen des Landes Burgenland an Personen verliehen wird, die durch öffentliches oder privates Wirken besondere Leistungen für das allgemeine Wohl vollbracht oder sonst das Ansehen und die Entwicklung des Landes Burgenland gefördert haben, sowie an Personen, die sich Verdienste auf Sachgebieten erworben haben, die in Vollziehung Landessache sind. (§1, LGBl. Nr. 20/1967) Die Anregung der Verleihung kann dabei bei der Bezirksverwaltungsbehörde des Auszuzeichnenden oder direkt bei der Landesregierung erfolgen.
Wer das Ehrenzeichen des Landes Burgenland unbefugt trägt oder sich unbefugt als mit dem Ehrenzeichen des Landes Burgenland ausgezeichnet ausgibt, kann mit einer Geldstrafe bis zu 220 Euro oder mit Arrest bis zu zwei Wochen bestraft werden.

## Ordensstufen
Das Ehrenzeichen des Landes Burgenland umfasst derzeit sieben Stufen. Das Komturkreuz mit dem Stern wird dabei als Dekoration am Bande um den Hals getragen, während der Stern an der linken Brustseite platziert wird. Der Inhaber des Komturkreuzes trägt die Dekoration an dem Bande um den Hals, der Inhaber des Großen Ehrenzeichens trägt die Dekoration an der linken Brustseite. Das Ehrenzeichen, das Verdienstkreuz sowie die Goldenen und Silbernen Medaille werden am Bande an der linken Brustseite getragen.

### Komturkreuz mit dem Stern des Landes Burgenland
- Halsdekoration (Kleinod): Höhe 64 mm, Breite 64 mm. Vierteiliges Kreuz mit acht Spitzen, golden bordiert, Felder rot transparent emailliert, zwischen den Kreuzteilen aufstrebender Lorbeer, überhöht durch das burgenländische Landeswappen auf Email gemalt und vergoldet. Die Verbindung dieses Kreuzes mit dem Bande wird durch einen 22 mm langen und 4 mm breiten vergoldeten profilierten ovalen Ring und durch eine an dem Kleinod angebrachte vergoldete Öse hergestellt.
- Band: Ein durch den Ring gezogenes 50 cm langes und 45 mm breites Moireeband in den zweifach aneinander gereihten Landesfarben Rot-Gold (Gelb).
- Bruststern: Achtspitziger vergoldeter Strahlenstern mit Broschierung in 88 mm Höhe und Breite, überhöht durch das achtspitzige rot-gold emaillierte Kreuz, auf dem wieder das emaillierte Landeswappen aufliegt.

### Komturkreuz des Landes Burgenland
- Halsdekoration (Kleinod): Höhe 64 mm, Breite 64 mm. Vierteiliges Kreuz mit acht Spitzen, golden bordiert, Felder rot transparent emailliert, zwischen den Kreuzteilen aufstrebender Lorbeer, überhöht durch das burgenländische Landeswappen auf Email gemalt und vergoldet. Die Verbindung dieses Kreuzes mit dem Bande wird durch einen 22 mm langen und 4 mm breiten vergoldeten profilierten ovalen Ring und durch eine an dem Kleinod angebrachte vergoldete Öse hergestellt.
- Band: Ein durch den Ring gezogenes 50 cm langes und 45 mm breites Moireeband in den zweifach aneinander gereihten Landesfarben Rot-Gold (Gelb).

### Großes Ehrenzeichen des Landes Burgenland
- Streckkreuz (Kleinod): Höhe 64 mm, Breite 64 mm. Vierteiliges Kreuz mit acht Spitzen, golden bordiert, Felder rot transparent emailliert, zwischen den Kreuzteilen aufstrebender Lorbeer, überhöht durch das burgenländische Landeswappen auf Email gemalt und vergoldet, Broschierung an der Rückseite.

### Ehrenzeichen des Landes Burgenland
- Kleinod: Höhe 52 mm, Breite 52 mm. Vierteiliges Kreuz mit acht Spitzen, golden bordiert, Felder rot transparent emailliert, zwischen den Kreuzteilen aufstrebender Lorbeer, überhöht durch das burgenländische Landeswappen und Email gemalt und vergoldet.
- Band: Dreieckig gefaltetes 45 mm breites Moireeband in den zweifach aneinandergereihten Landesfarben Rot-Gold (Gelb).

### Verdienstkreuz des Landes Burgenland
- Kleinod: Höhe 52 mm, Breite 52 mm. Vierteiliges Kreuz mit acht Spitzen, golden bordiert, Felder rot transparent emailliert, überhöht durch das burgenländische Landeswappen auf Email gemalt und vergoldet.
- Band: Dreieckig gefaltetes 45 mm breites Moireeband in den zweifach aneinandergereihten Landesfarben Rot-Gold (Gelb).

### Goldene Medaille des Landes Burgenland
- Medaille: Kreisrund, Durchmesser 40 mm, vergoldet, mit Öse und Ring für das Band. Die Medaille zeigt auf der Vorderseite in Relief das burgenländische Landeswappen sowie seitlich je einen stilisierten Lorbeerzweig, auf der Rückseite die Inschrift "Für Verdienste".
- Band: Dreieckig gefaltetes 45 mm breites Moireeband in den zweifach aneinandergereihten Landesfarben Rot-Gold (Gelb).

### Silberne Medaille des Landes Burgenland
- Medaille: Kreisrund, Durchmesser 40 mm, versilbert, mit Öse und Ring für das Band. Die Medaille zeigt auf der Vorderseite in Relief das burgenländische Landeswappen sowie seitlich je einen stilisierten Lorbeerzweig, auf der Rückseite die Inschrift "Für Verdienste".
- Band: Dreieckig gefaltetes 45 mm breites Moireeband in den zweifach aneinandergereihten Landesfarben Rot-Gold (Gelb).

## Träger (Auswahl)
Eine Aufstellung der Träger ist hier zu finden: Kategorie:Träger eines Ehrenzeichens des Landes Burgenland.
- Komturkreuz mit dem Stern des Landes Burgenland:
  - Paul Iby (2003)
  - Norbert Darabos, Franz Steindl (2020)[1][2]
- Komturkreuz des Landes Burgenland: 
  - Peter Rezar, Michaela Resetar, Ingrid Salamon (2020)
  - Bernhard Bair, Günter Höfler, Johann Luif (2021)[3]
  - Willi Resetarits (2023)[4]
- Großes Ehrenzeichen in Gold: 
  - Werner Friedl, Klaudia Friedl, Manfred Haidinger, Peter Heger, Inge Posch-Gruska, Johann Richter, Edith Sack, Karin Stampfel, Markus Wiesler (2020)[2]
  - Georg Stiegelmar (2023)[5]
  - Valentin Bontus (2024)[6][7]
- Großes Ehrenzeichen in Silber (neu geschaffen)[1]
  - Bürgermeister Johann Kremnitzer und Wilhelm Pammer[2]